# HD125337
HD125337 — хімічно пекулярна зоря спектрального класу A2, що має видиму зоряну величину в смузі V приблизно  4,5.
Вона  розташована на відстані близько 186,7 світлових років від Сонця.

## Магнітне поле
Спектр даної зорі вказує на наявність магнітного поля у її зоряній атмосфері.
Напруженість повздовжної компоненти поля оціненої з аналізу
становить   20,0±  23,0 Гаус.